# Narsingi
Narsingi là một thị trấn thống kê (census town) của quận Rangareddi thuộc bang Telangana, Ấn Độ.

## Địa lý
Narsingi có vị trí 18°02′B 78°26′Đ / 18,03°B 78,43°Đ Nó có độ cao trung bình là 529 mét (1735 feet).

## Nhân khẩu
Theo điều tra dân số năm 2001 của Ấn Độ, Narsingi có dân số 6182 người. Phái nam chiếm 52% tổng số dân và phái nữ chiếm 48%. Narsingi có tỷ lệ 59% biết đọc biết viết, thấp hơn tỷ lệ trung bình toàn quốc là 59,5%: tỷ lệ cho phái nam là 60%, và tỷ lệ cho phái nữ là 57%. Tại Narsingi, 14% dân số nhỏ hơn 6 tuổi.